# Salvage (Terranova y Labrador)
Salvage es un pueblo canadiense situado en la provincia de Terranova y Labrador.

## Superficie
Salvage tiene una superficie de 15,85 km².

## Demografía
En 2021, tenía 108 habitantes, una densidad poblacional de 6,8 hab./km², y 100 viviendas.